# Losanga vuota
Losanga vuota è un termine utilizzato in araldica per indicare una losanga con un foro romboidale attraverso il quale si vede il colore del campo. Si distingue dalla losanga forata perché in quella il foro è rotondo.
Si vuole che rappresenti una maglia del giaco indossato dai guerrieri.

D'argento, alla losanga vuota di rosso
Losanga vuota di rosso (Wald, Germania)
Tre losanghe vuote d'argento (Daillens, Svizzera)
Di rosso, a tre losanghe vuote d'oro (Bréhan, Francia)
Nove losanghe vuote accollate d'oro (Casato di Rohan)
Partito, di Rohan e d'armellino (famiglia Rohan-Rochefort)
Inquartato di Rohan e d'oro a tre botte (scazzoni) di rosso (famiglia Rohan-Chabot)
D'oro, a cinque losanghe vuote di rosso poste in croce